# Campo petrolífero Brent

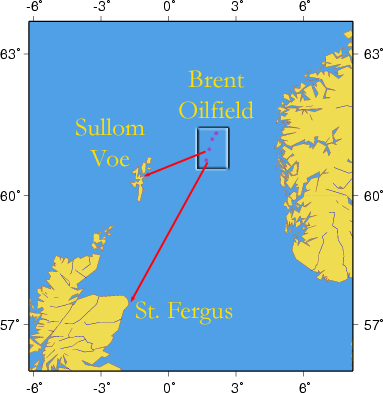
Ubicación del campo petrolífero de Brent en el

El campo petrolífero Brent era un yacimiento de petróleo y gas ubicado en la cuenca de Shetland Occidental del Mar del Norte, 186 kilómetros (115,6 mi) al noreste de Lerwick en las Islas Shetland, Escocia, a la profundidad del agua de 140 metros (153,1 yd) . El campo, descubierto en 1971 y operado por Shell UK Limited, alguna vez fue uno de los activos mineros más productivos del Reino Unido, pero su producción dejó de ser económicamente viable. El desmantelamiento del campo Brent está completo con la excepción de Brent C, que está produciendo desde otro campo. El pozo de descubrimiento 211/26-1 fue perforado en 1971 por la plataforma de perforación semisumergible "Staflo". Esto fue una gran sorpresa en ese momento, ya que los terrenos más cercanos en Escocia y Noruega están compuestos de granito y otras rocas metamórficas que no son yacimientos de hidrocarburos.

## Nombre
Shell inicialmente nombró a todos sus campos petrolíferos del Reino Unido en honor a las aves marinas en orden alfabético por descubrimiento: Auk (alca), Brent (barnacla carinegra), Cormorant (cormorán), Dunlin (correlimos común), Eider (eider común), Fulmar (fulmar boreal), etc. Brent, a su vez, dio sus iniciales a las subdivisiones geológicas del Grupo Brent del Jurásico Medio que componen el campo: las formaciones  geológicas Broom, Rannoch, Etive, Ness y Tarbert, cada una representando un loch de las Tierras Altas de Escocia.

## Geología
Situado en la cuenca de Shetland Occidental, el campo Brent es el arquetipo de muchos de los campos petrolíferos en el área, que consiste en un bloque de falla inclinado que expone la epónima formación Brent, junto a fallas limítrofes que permitieron la migración desde áreas adyacentes más profundas donde la formación de arcilla de Kimmeridge se vuelve completamente madura y libera hidrocarburos.
La profundidad del yacimiento es de 2651 metros (2899,2 yd).

## Producción

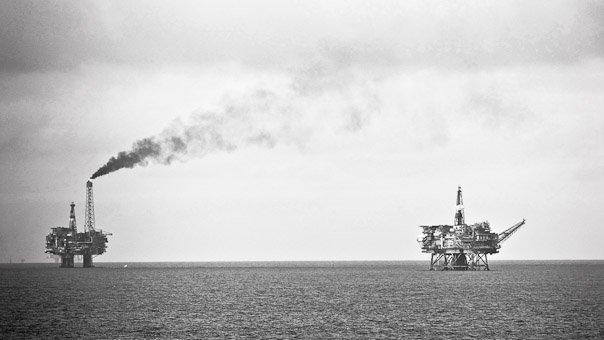
Plataformas petroleras Bravo y Alpha (derecha) en el campo Brent.

La producción comenzó el 11 de noviembre de 1976 y el 13 de diciembre de 1976 se cargó el primer camión cisterna. El petróleo del campo Brent fue extraído por cuatro plataformas en una línea irregular SSW-NNE. La primera en colocarse fue  Brent Bravo con patas de hormigón, construida por Norwegian Contractors en Stavanger, en agosto de 1975. A esta le siguió Brent Alpha construida por Redpath Dorman Long en Methil e instalada en mayo de 1976; Brent Delta con patas de hormigón, construida por Norwegian Contractors en Stavanger, en julio de 1976; y Brent Charlie con base de hormigón, construida por McAlpine/Sea Tank en Ardyne Point, instalada en junio de 1978. A partir de 2004, el campo todavía producía petróleo a través de un colector (todos los fluidos de Brent Alpha se producen a través de Brent Bravo). Una quinta instalación, la plataforma flotante <i>Brent Spar</i>, sirvió como boya de almacenamiento y carga de camiones cisterna y se instaló al comienzo de la construcción del campo. El diseño "spar" de esta instalación dio lugar al nombre con el que se convirtió en la más conocida de las instalaciones Brent (fuera de la industria petrolera). El campo también incluía una antorcha remota, denominada Brent Flare, que se usó para quemar el exceso de gas antes de que se instalaran instalaciones de manipulación y exportación de gas natural en el campo; también se usó como ventilación en el invierno de 1995-1996. Esta unidad fue desmantelada y retirada utilizando una barcaza de carga pesada en 2005.
La parte superior de Brent Charlie fue diseñada por Matthew Hall Engineering, que se adjudicó el contrato en enero de 1974. Inicialmente se contaba con instalaciones para 19 pozos productores de petróleo, nueve pozos inyectores de agua, seis pozos inyectores de gas y tres slots de reserva. La capacidad de producción era de 150 mil barriles de petróleo por día y 8,5 millones de metros cúbicos estándar de gas por día. Había tres trenes de producción cada uno con cuatro etapas de separación con los separadores de la primera etapa funcionando a una presión de 9,6 bar . Las 14 celdas de almacenamiento submarinas tenían una capacidad de 400 mil barriles. La generación eléctrica fue impulsada por tres turbinas de gas Rolls-Royce Avon de 12 MW. Las instalaciones en la parte superior permitían alojar a 120 personas. Había 14 módulos de parte superior y el peso de la parte superior era de 34.000 toneladas.
Los parámetros iniciales de diseño de las instalaciones del campo Brent se resumen en la tabla siguiente:
| Instalación                                       | Brent A.                                        | Brent B.                                                | Brent C.                                                | Brent D.                                                | Brent Spar                             | Torre de antorcha       |
| ------------------------------------------------- | ----------------------------------------------- | ------------------------------------------------------- | ------------------------------------------------------- | ------------------------------------------------------- | -------------------------------------- | ----------------------- |
| Coordenadas                                       | 61°02'06”N 01°42'19”E                           | 61°03'21”N 01°42'47”E                                   | 61°05'46”N 01°43'18”E                                   | 61°07'57”N 01°44'10”E                                   | 61°03'15”N 01°40'04”E                  | 61°02'46”N 01°45'26”E   |
| Profundidad del agua, en metros                   | 140                                             | 139                                                     | 141                                                     | 142                                                     | 140                                    | 140                     |
| Fabricación                                       | RDL Methil                                      | Condeep Group, Stavanger                                | Dordrecht, Países Bajos                                 | Grupo Condeep, Stavanger                                | Róterdam                               | Dunquerque              |
| Peso de la cubierta, en toneladas                 | 14,762                                          | 23,194                                                  | 21,330                                                  | 22,433                                                  | 60.000 (desplazamiento)                | 1,250                   |
| Función                                           | Perforación, alojamiento de producción.         | Perforación, producción, alojamiento de almacenamiento. | Perforación, producción, alojamiento de almacenamiento. | Perforación, producción, alojamiento de almacenamiento. | Carga de crudo                         | Llamarada de gas remota |
| Alojamiento                                       | 133                                             | 171                                                     | 200                                                     | 186                                                     | 30                                     | –                       |
| Tipo                                              | Chaqueta de acero                               | Gravedad de hormigón                                    | Gravedad del hormigón                                   | Gravedad del hormigón                                   | Espato                                 | celosía amarrada        |
| Piernas                                           | 6                                               | 3                                                       | 4                                                       | 3                                                       | –                                      | 1                       |
| Pozos de reserva                                  | 28                                              | 38                                                      | 40                                                      | 48                                                      | –                                      | –                       |
| Producción de petróleo, bpd                       | 100,000                                         | 150.000                                                 | 150.000                                                 | 150.000                                                 | 100.000 mástil, 250.000 de plataformas | –                       |
| Rendimiento de gas, MMSCFD                        | 200                                             | 320                                                     | 350                                                     | 350                                                     | –                                      | 54                      |
| Capacidad de almacenamiento de petróleo, barriles | Nulo                                            | 1,100,000                                               | 600.000                                                 | 1,100,000                                               | 300.000                                | –                       |
| Fecha de instalación                              | mayo de 1976                                    | agosto de 1975                                          | junio de 1978                                           | julio de 1976                                           | junio de 1976                          | agosto de 1975          |
| Inicio de producción                              | junio de 1978                                   | noviembre de 1976                                       | junio de 1981                                           | noviembre de 1977                                       | diciembre de 1976                      | 1976                    |
| Producción de petróleo a                          | Spar de 209 km y 16 pulgadas                    | Spar de 2.4 km y 6 pulgadas Brent C 4.6 km 24 pulgadas  | Cormorant, tubería de 33.6 km y 30 pulgadas             | Brent C, tubería de 4.2 km y 20 pulgadas                | Petrolero                              | –                       |
| Producción de gas a                               | Tubería de 448 km y 36 pulgadas hacia St Fergus | Brent A, tubería de 2.4 km y 36 pulgadas                | Brent B, tubería de 4.5 km 30 pulgadas                  | Brent C, tubería de 4.6 km y 24 pulgadas                | –                                      | –                       |

El campo Brent experimentó un £1.3 proyecto de actualización de miles de millones a mediados de la década de 1990, que implicó despresurizar todo el reservorio y realizar amplias modificaciones en tres de las cuatro plataformas. Esto los convirtió en operación de baja presión, lo que desbloqueó cantidades significativas de gas natural del yacimiento y extendió su vida útil más allá de 2010.
La capacidad máxima de producción del campo alcanzó los 504.000 barriles de petróleo por día (bpd) en 1982 y produjo un total de aproximadamente tres mil millones de barriles equivalentes de petróleo a partir de 2008.
El proyecto de desmantelamiento del campo Brent se inició en 2006. Brent Delta fue la primera plataforma en cesar su producción en diciembre de 2011, mientras que las plataformas Alpha y Bravo dejaron de producir en noviembre de 2014, y Charlie en marzo de 2021.

## Desmantelamiento

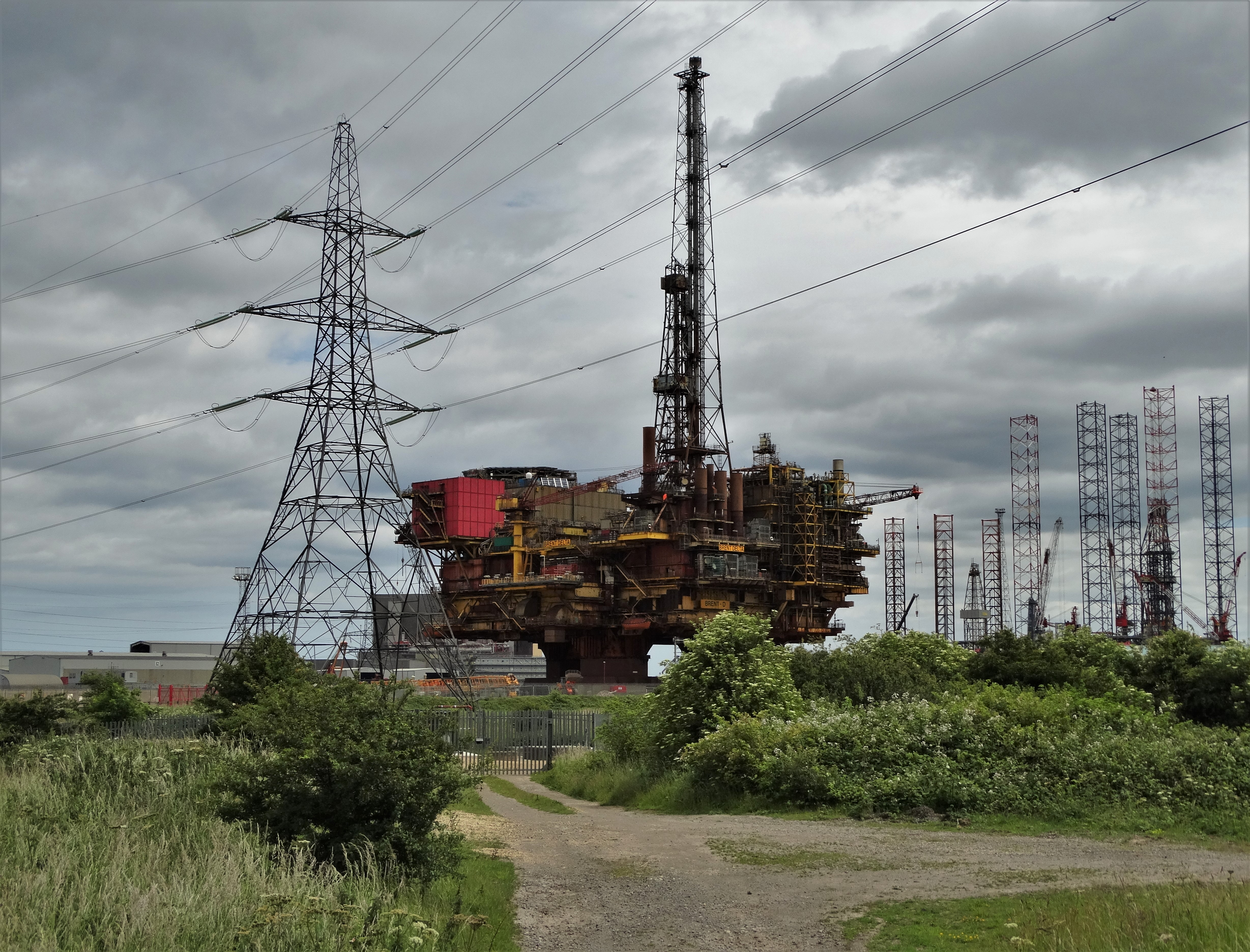
La parte superior desmantelada de Brent Delta en Hartlepool

El programa de desmantelamiento de los oleoductos Brent fue aprobado por el gobierno del Reino Unido en marzo de 2020. De acuerdo con el plan de desmantelamiento, las estructuras basadas en la gravedad (GBS) de las plataformas Delta, Charlie y Bravo, las zapatas de la plataforma Alpha, los recortes de perforación y el contenido de la celda GBS no se retirarán del campo. Las celdas de almacenamiento submarinas de GBS se utilizaron para almacenar temporalmente petróleo crudo antes de bombearlo a petroleros u oleoductos.

## Incidentes
El 31 de julio de 1979, un avión de ala fija de Dan Air se estrelló al intentar despegar del aeropuerto de Sumburgh. El vuelo devolvía a los trabajadores del campo Brent a Aberdeen. Hubo 17 muertos. El avión era un ex Aerolíneas Argentinas HS 748 fabricado en 1962. Se descubrió que la causa principal fue una cerradura defectuosa, y que el copiloto había consumido tranquilizantes. No se sabe si estaba al mando ya que llevaba menos de 100 horas en este tipo de aeronaves.
El 6 de noviembre de 1986, un helicóptero Boeing Vertol BV234 Chinook G-BWFC se estrelló al acercarse al aeropuerto de Sumburgh cuando regresaba del campo Brent. Hubo 45 muertos y 2 supervivientes, uno de los cuales era el piloto. Se descubrió que la causa fue una transmisión defectuosa, lo que provocó que las palas gemelas del rotor chocaran.
El 25 de julio de 1990, un helicóptero Sikorsky S61-N G-BEWL se estrelló al intentar aterrizar en Brent Spar. Hubo 6 muertes, incluidos ambos pilotos. Se encontró que la causa fue un error del piloto y el diseño de la heliplataforma.